# Hiroshi Izumi
Hiroshi Izumi, né le 22 juin 1982 à Ōma (District de Shimokita, Préfecture d'Aomori), est un judoka japonais évoluant dans la catégorie des moins de 90 kg (poids moyens). Il devient vice-champion olympique en 2004 à Athènes. Vainqueur de ses quatre premiers combats, il échoue en effet en finale contre le Géorgien Zurab Zviadauri. Hiroshi Hizumi s'était auparavant révélé en montant par deux fois sur le podium dans la Coupe Jigoro Kano (2002 et 2003). Vice-champion du monde universitaire en 2002, il remporte l'Universiade organisée à Daegu en 2003. Il apparait en Europe dans les tournois labellisés « super coupe du monde » notamment à Hambourg (2d place en 2003) ou lors du Tournoi de Paris (vainqueur en 2004). Médaillé d'argent aux jeux d'Athènes, le Nippon conquiert le titre mondial en 2005 au Caire. Vainqueur notamment de Roberto Meloni et de Mark Huizinga, il bat en finale le champion olympique de la catégorie des moins de 81 kg, le Grec Ilías Iliádis. Il perd sa couronne mondiale deux années plus tard à Rio de Janeiro en étant éliminé au troisième tour par le Russe Ivan Pershin.

## Palmarès

### Jeux olympiques
- Jeux olympiques de 2004 à Athènes (Grèce) :
  -  Médaille d'argent dans la catégorie des moins de 90 kg.

### Championnats du monde
- Championnats du monde 2005 au Caire (Égypte) :
  -  Médaille d'or dans la catégorie des moins de 90 kg.

### Divers
- 2 podiums au Tournoi de Paris (1er en 2004, 3e en 2007).
- 2 podiums au Tournoi de Hambourg (2e en 2004, 1er en 2008).
- 3 podiums dans la Coupe Jigoro Kano (3e en 2002, 2e en 2003 et 2007).
- Médaille de bronze aux Jeux asiatiques de 2006 à Doha (Qatar).